# إيليا نستوروفسكي
إيليا نستوروفسكي (مقدونية: Илија Несторовски؛ مواليد 12 مارس 1990 في بريلب، قدونيا) هو لاعب كرة قدم مقدوني يلعب مع باليرمو في الدوري الإيطالي لكرة القدم كمهاجم. مثّل منتخب مقدونيا لكرة القدم. بدأ نستوروفسكي مسيرته الرياضية عام 2006 مع بوبيدا.

## روابط خارجية
- إيليا نستوروفسكي على موقع الاتحاد الدولي (مؤرشف)  (الإنجليزية)
- إيليا نستوروفسكي على موقع الاتحاد الأوربي (الإنجليزية)
- إيليا نستوروفسكي على موقع قاعدة بيانات كرة القدم.إي يو (الإنجليزية)
- إيليا نستوروفسكي على موقع ناشيونال فوتبول تيمز (الإنجليزية)
- إيليا نستوروفسكي على موقع Soccerbase.com (لاعب) (الإنجليزية)
- إيليا نستوروفسكي على موقع Soccerway.com (الإنجليزية)
- إيليا نستوروفسكي على موقع عالم كرة القدم.نت (الإنجليزية)
- إيليا نستوروفسكي على موقع AS.com (الإسبانية)

إيليا نستوروفسكي  على سكروي